# Reinach, Aargau

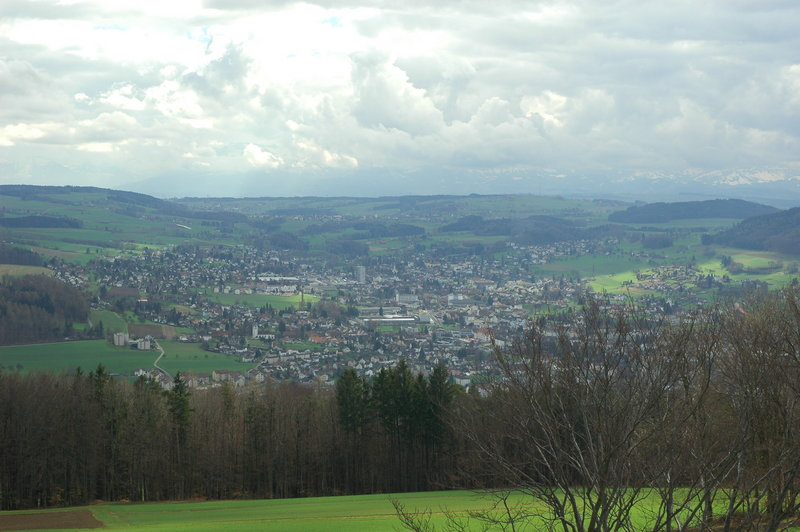
Vy över Reinach.

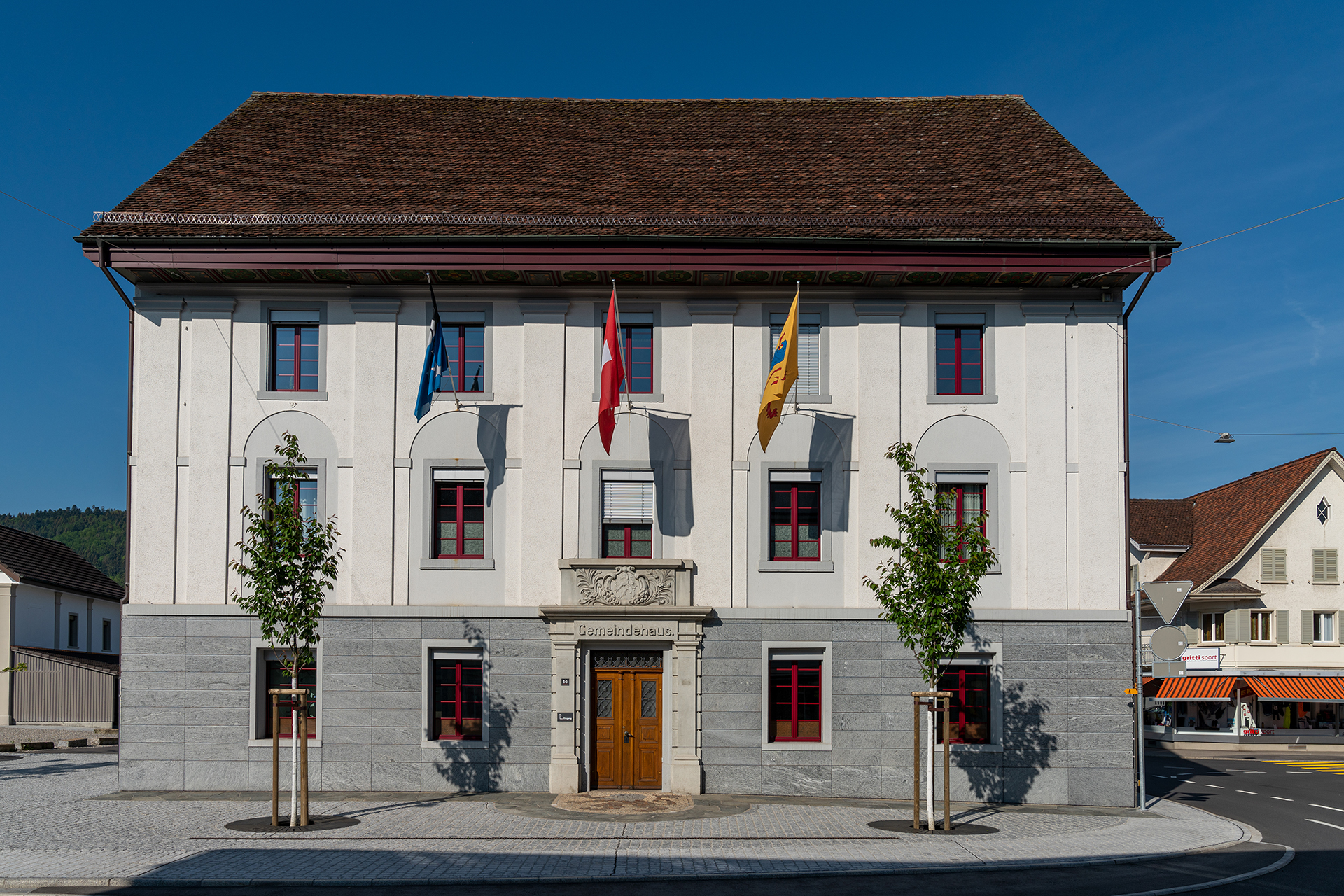
Kommunhuset i Reinach.

Reinach (schweizertyska: Rynech) är en ort och kommun i distriktet Kulm i kantonen Aargau, Schweiz. Kommunen har 9 499 invånare (2023).